# Michigan City (Dakota del Norte)
Michigan City es una ciudad ubicada en el condado de Nelson en el estado estadounidense de Dakota del Norte. En el censo de 2010 tenía una población de 294 habitantes y una densidad poblacional de 216,22 personas por km².

## Geografía
Michigan City se encuentra ubicada en las coordenadas 48°1′28″N 98°7′12″O / 48.02444, -98.12000. Según la Oficina del Censo de los Estados Unidos, Michigan City tiene una superficie total de 1.36 km², de la cual 1.33 km² corresponden a tierra firme y (2.1%) 0.03 km² es agua.

## Demografía
Según el censo de 2010, había 294 personas residiendo en Michigan City. La densidad de población era de 216,22 hab./km². De los 294 habitantes, Michigan City estaba compuesto por el 96.94% blancos, el 0% eran afroamericanos, el 1.7% eran amerindios, el 0% eran asiáticos, el 0% eran isleños del Pacífico, el 0% eran de otras razas y el 1.36% pertenecían a dos o más razas. Del total de la población el 1.02% eran hispanos o latinos de cualquier raza.